# 季里諾省

季里諾省

季里諾省（英語：Quirino Province），是一個位於菲律賓呂宋島的省份。首府為卡巴羅吉斯。

根據地圖顯示方位，其位於呂宋島的北部，向北的位置為伊莎貝拉省；向西的位置為新比斯開省；向東、向南的位置則是面對奧羅拉省。
最初，基里諾省是新比斯開省的一部分。該省因埃爾皮迪奧·基里諾得名。

## 簡介
- 隸屬地區：卡加延河谷
- 時區：GMT+8
- 使用語言：英語、他加祿語、Ifgao、Ilokano
- 人口：163,610人[1]
- 面積：3,486.2平方公里